# Gianni Mauro
Gianni Mauro, all'anagrafe Giovanni Mauro (Salerno, 26 febbraio 1955), è un cantautore, attore teatrale e scrittore italiano.
Dal 1976 è membro del gruppo teatrale e musicale "Pandemonium".

## Biografia
Artista salernitano, vive a Mentana (in provincia di Roma). Nel 1976 la RCA Italiana gli fa un contratto come autore di testi e musica (è iscritto alla SIAE dal 1976) Nel 1977 la RCA gli pubblica due dischi come cantautore. Nello stesso anno inizia una collaborazione artistica con Gabriella Ferri, che incide alcuni suoi brani, tra questi "Lunedì".
Scrive sigle televisive in Buonasera con... Franco Franchi, Più sani e più belli, alcuni pezzi della fiction televisiva Un medico in famiglia.
Da una sua idea nasce il gruppo "I Pandemonium", poi divenuto il gruppo Teatro-Canzone Pandemonium, che nel 1979 partecipa al Festival di Sanremo con Tu fai schifo sempre e diventa tra i primi gruppi a sperimentare il genere demenzial-surreale in Italia. Gianni Mauro aveva già partecipato con i Pandemonium l'anno prima alla manifestazione con Rino Gaetano, come corista del brano Gianna.
Da questo periodo fino agli anni attuali divide il suo tempo tra l'attività di autore, quella di cantante e quella di attore teatrale. Come autore inizia una collaborazione nel cinema con Detto Mariano, collaborando come coautore di numerose canzoni in film quali Il bisbetico domato con Adriano Celentano, Il ragazzo di campagna con Renato Pozzetto, Spaghetti a mezzanotte con Lino Banfi.
Scrive per Gianni Nazzaro, per Lando Fiorini e per i Pandemonium Fatte curà che partecipò al festival di Napoli nel 1981, Canzone scartata che vinse il festival della canzone comica di Viareggio nel 1990 condotto da Daniele Piombi.
In televisione partecipa a numerose trasmissioni con "I Pandemonium", lavorando in programmi di Pippo Baudo, Raffaella Carrà, Gino Bramieri.
In teatro lavora come attore-cantante con Renato Rascel, Gabriella Ferri, Gino Bramieri, Oreste Lionello, Pippo Franco, Gigi Proietti.
Dal 2003 collabora come autore di canzoni con Vittorio Marsiglia e con Gigi Proietti. Scrive testi teatrali e porta avanti con il teatro-canzone “I Pandemonium” spettacoli che omaggiano i grandi artisti italiani quali Giorgio Gaber, il Quartetto Cetra e la scuola genovese dei cantautori.
Nel 2007 Gianni Mauro, pur continuando la sua attività di cantattore ed autore, ha iniziato l'attività di scrittore di narrativa e racconti.
Nel settembre 2008 una sua canzone, Canto Malinconico, (un divertente brano sottile e raffinato, che attinge al gioco degli equivoci, nato in Francia alla fine dell'Ottocento e poi ripreso in Italia subito dopo dall'artista Nicola Maldacea e dagli autori Armando Gill e il binomio Cioffi - Pisano) contenuta nel cd di Vittorio Marsiglia è diventata un tormentone nel programma Pelo e Contropelo di Radio Kiss Kiss.
Nel 2009 debutta in teatro, con un tour che si concluderà nel febbraio 2010, con Memorie di un impresario con i Pandemonium, Anna Campori, Carlo Molfese.
Ad inizio dicembre 2010 è stato pubblicato un cofanetto libro+DVD dedicato a Vittorio Marsiglia e curato da Renzo Arbore, il cui titolo è Come si ride a Napoli. Nel DVD è inserito anche un video intitolato Come si ride in casa Arbore ed in questo video Renzo Arbore e Vittorio Marsiglia interpretano una versione esilarante del Canto Malinconico.
Da metà gennaio a metà febbraio del 2015 Gianni Mauro ha interpretato il ruolo di attore-cantante nello spettacolo Sanzionami questo, al Teatro dell'Angelo di Roma, con Pippo Franco.
A novembre 2022 incide una canzone dedicata a Gabriella Ferri Er tempo se ne va

## Discografia

### Cantautore

#### 33 giri
| Anno | Titolo     | Interprete   | Autore del testo | Autore della musica | Etichetta    | Note                              |
| ---- | ---------- | ------------ | ---------------- | ------------------- | ------------ | --------------------------------- |
| 1977 | Spettacolo | Gianni Mauro | Gianni Mauro     | Gianni Mauro        | RCA Italiana | Brano del 33 giri "Pandemonium 2" |

#### 45 giri
| Anno | Titolo         | Interprete   | Autori del testo | Autore della musica | Etichetta    | Note                                      |
| ---- | -------------- | ------------ | ---------------- | ------------------- | ------------ | ----------------------------------------- |
| 1976 | Lunedì - Forse | Gianni Mauro | Gianni Mauro     | Gianni Mauro        | RCA Italiana | Incisa nel 1977 anche da Gabriella Ferri. |

### Collaborazioni con altri artisti

#### 33 giri
| Anno | Titolo                             | Interpreti                      | Etichetta              | Note |
| ---- | ---------------------------------- | ------------------------------- | ---------------------- | ---- |
| 1977 | Pandemonium 2                      | Pandemonium                     | RCA Italiana           | --   |
| 1977 | ...E adesso andiamo a incominciare | Gabriella Ferri e i Pandemonium | RCA Italiana           | --   |
| 1985 | A modo nostro                      | Pandemonium                     | Cinevox-Bubble Records | --   |
| 1987 | Separé                             | Pandemonium                     | Cinevox-Bubble Records | --   |

#### 45 giri
| Anno | Titolo               | Interpreti                   | Etichetta              | Note                         |
| ---- | -------------------- | ---------------------------- | ---------------------- | ---------------------------- |
| 1978 | Gianna               | Rino Gaetano e i Pandemonium | RCA Italiana           | Festival di Sanremo del 1978 |
| 1979 | Tu fai schifo sempre | Pandemonium                  | RCA Italiana           | Festival di Sanremo del 1979 |
| 1981 | Fatte curà           | Pandemonium                  | Cinevox-Bubble Records | --                           |
| 1983 | La colpa è di Maria  | Pandemonium                  | Cinevox-Bubble Records | --                           |
| 1990 | Canzone scartata     | Pandemonium                  | Cinevox-Bubble Records | --                           |

## Canzoni scritte da Gianni Mauro

### Per artisti
| Anno      | Titolo                  | Interprete                        | Autore del testo | Autore della musica                                | Etichetta                       | Note |
| --------- | ----------------------- | --------------------------------- | ---------------- | -------------------------------------------------- | ------------------------------- | --- |
| 1977      | Lunedì                  | Gabriella Ferri                   | Gianni Mauro     | Gianni Mauro                                       | RCA Italiana                    | Inserita nell'album...E adesso andiamo incominciare                                                         |
| 1978      | Skateboard              | Franco Franchi                    | Gianni Mauro     | Gianni Mauro                                       | RCA Italiana                    | Sigla televisiva di Buonasera con... Franco Franchi                                                         |
| 1979      | Tu fai schifo sempre    | Pandemonium                       | Gianni Mauro     | Gianni Mauro, Angelo Giordano e Michele Paulicelli | RCA Italiana                    | Canzone classificata decima al Festival di Sanremo 1979                                                     |
| 1981      | Fatte Curà              | Pandemonium                       | Gianni Mauro     | Gianni Mauro, Mariano Perrella                     | Cinevox                         | Canzone interpretata al Festival di Napoli                                                                  |
| 1981      | Rosa                    | Gianni Nazzaro                    | Gianni Mauro     | Gianni Mauro                                       | Nafra Ed.                       | Uscita in Italia e Argentina                                                                                |
| 1983      | La colpa è di Maria     | Pandemonium                       | -                | Beppe Vessicchio                                   | Cinevox-Bubble Records          | -- |
| 1990      | Canzone Scartata        | Pandemonium                       | Gianni Mauro     | Gianni Mauro, Mariano Perrella                     | Cinevox                         | Vincitrice del Festival della canzone ironica di Viareggio del 1990                                         |
| 1992      | Quiero el sombrero      | Pandemonium                       | Gianni Mauro     | Gianni Mauro, Mariano Perrella                     | Amici/ Vianello Ediz.           | Sigla "Più sani e più belli" con Rosanna Lambertucci. Utilizzato anche nella fiction Un medico in famiglia. |
| 1997      | Non senti che silenzio  | Lando Fiorini                     | Gianni Mauro     | Gianni Mauro                                       | --                              | -- |
| 2003-2004 | Voilà je suis l'artiste | Gigi Proietti                     | Gianni Mauro     | Mario Vicari                                       | 2003 Tretredicitrentatré s.r.l. | CD dello spettacolo teatrale "Io Toto e gli altri" di Gigi Proietti                                         |
| 2010      | Canto Malinconico       | Renzo Arbore e Vittorio Marsiglia | Gianni Mauro     | Gianni Mauro                                       | -                               | |

### Per i Film
| Anno | Titolo Film            | Titolo brano       | Autore del testo | Autore della musica | Note                                      |
| ---- | ---------------------- | ------------------ | ---------------- | ------------------- | ----------------------------------------- |
| 1980 | Il bisbetico domato    | La pigiatura       | Gianni Mauro     | Detto Mariano       | Film con Adriano Celentano e Ornella Muti |
| 1981 | Il ragazzo di campagna | Beato te contadino | Gianni Mauro     | Detto Mariano       | Film con Renato Pozzetto                  |

## Teatro

### Attore - cantante teatrale
| Anno           | Titolo spettacolo                 | Attore protagonista | Altri artisti                                                    | Note                                                        |
| -------------- | --------------------------------- | ------------------- | ---------------------------------------------------------------- | ----------------------------------------------------------- |
| 1978           | La commedia di Gaetanaccio        | Gigi Proietti       | Pandemonium                                                      | Al Teatro Brancaccio di Roma                                |
| 1979           | In bocca all'ufo                  | Renato Rascel       | Anna Campori, Giuditta Saltarini, Gianni Nazzaro e i Pandemonium | Al Teatro Sistina di Roma                                   |
| 1982           | Ma non dovevamo parlare d'amore?  | Gigi Proietti       | Pandemonium                                                      | Estiva teatrale                                             |
| 1985-1986-1987 | Estiva teatrale con Gino Bramieri | Gino Bramieri       | Pandemonium                                                      | 3 anni di Estiva teatrale                                   |
| 2004           | Il gobbo delle nostre dame        | Pandemonium         | --                                                               | Teatro delle Muse di Roma. Regia di Pippo Franco            |
| 2006           | 30 anni di clamorosi insuccessi?? | Pandemonium         | --                                                               | Teatro delle Muse e Teatro 7 di Roma. Regia di Pippo Franco |

### Autore teatrale
| Anno | Titolo spettacolo                                  | Attore protagonista | Autore dei testi teatrali | Autore delle musiche teatrali  | Note                       |
| ---- | -------------------------------------------------- | ------------------- | ------------------------- | ------------------------------ | -------------------------- |
| 1998 | Barboni e Cartoni                                  | Pandemonium         | Gianni Mauro              | Gianni Mauro, Mariano Perrella | Teatro San Genesio di Roma |
| 2001 | Omaggio a Giorgio Gaber                            | Pandemonium         | Gianni Mauro, Meloni      | Gianni Mauro, Mariano Perrella | Teatro delle Muse di Roma  |
| 2002 | Il cielo è sempre più blu - Omaggio a Rino Gaetano | Pandemonium         | Gianni Mauro, Meloni      | Gianni Mauro, Mariano Perrella | Teatro delle Muse di Roma  |
| 2005 | Dove sta Zazà - Omaggio a Gabriella Ferri          | Pandemonium         | Gianni Mauro, Meloni      | Gianni Mauro, Mariano Perrella | Teatro delle Muse di Roma  |